# El Paso de las Maravillas
El Paso de las Maravillas es una comunidad en el Municipio de Matías Romero Avendaño en el estado de Oaxaca. El Paso de las Maravillas está a 66 metros de altitud. 

## Geografía
Está ubicada a 17° 13' 20.28"  latitud norte y 95° 4' 13.8"  longitud oeste.

## Población
Según el censo de población de INEGI del 2010: la comunidad cuenta con una población total de 317 habitantes, de los cuales 148 son mujeres y 169 son hombres. Del total de la población 6 personas hablan alguna lengua indígena.

## Ocupación
El total de la población económicamente activa es de 102 habitantes, de los cuales 100 son hombres y 2 son mujeres.